# Галуанта
Галуанта (осет. Галуантæ, груз. გალუანთა) — село на западе Цхинвальского района Южной Осетии; согласно юрисдикции Грузии — в Горийском муниципалитете.

## География
Расположено в 5 км к западу от Цхинвала и в 1 км к западу от села Тбет.

## Население
Село в 1989 году населено этническими осетинами. В 1987 году — 80 человек.

## Топографические карты
- Лист карты K-38-64 Цхинвали. Масштаб: 1 : 100 000. Состояние местности на 1987 год. Издание 1989 г.